# Francisco Tomás García
Francisco Tomás García, apodado Curro, es un ex ciclista profesional español. Nació en Madrid, pero se crio en Sotillo de la Adrada (provincia de Ávila, Castilla y León) el 5 de noviembre de 1975. Fue profesional entre 1998 y 2006 ininterrumpidamente.
Es uno de los productos de la cantera de ciclistas de la Fundación Provincial Deportiva Víctor Sastre, sita en El Barraco (provincia de Ávila).
Su labor siempre era la de gregario de los diferentes jefes de filas que tuvo. Siempre se sacrificaba por el equipo, circunstancia que provocó que no consiguiera grandes victorias como profesional.
Aparte de sus dos victorias como profesional sus resultados más destacados fueron la segunda posición en la Subida a Urkiola y en una etapa del GP International MR Cortez-Mitsubishi.

## Palmarés
1999
- 1 etapa del Clásico RCN

2005
- GP Área Metropolitana de Vigo

## Equipos
- Vitalicio Seguros (1998-2000)
- ONCE-Eroski (2001)
- Acqua & Sapone-Cantina Tollo (2002)
- Antarte-Rota dos Móveis (2003)
- Cafés Baqué (2004)
- Paredes Rota dos Móveis (2005-2006)